# Mounder Temine
Mounder Temine est un footballeur algérien né le 15 septembre 2001 à Constantine. Il évolue au poste d'avant-centre au Al-Masry SC.

## Statistiques

### En club
| Saison                | Club                  | Championnat           | Championnat | Championnat | Championnat | Coupe(s) nationale(s) | Coupe(s) nationale(s) | Coupe(s) nationale(s) | Compétition(s) continentale(s) | Compétition(s) continentale(s) | Compétition(s) continentale(s) | Compétition(s) continentale(s) | Total | Total | Total |
| Saison                | Club                  | Division              | M.          | B.          | P.d.        | M.                    | B.                    | P.d.                  | Comp.                          | M.                             | B.                             | P.d.                           | M.    | B.    | P.d.  |
| 2020-2021             | CS Constantine        | Ligue 1               | 6           | 1           | 0           | 1                     | 0                     | 0                     | -                              | -                              | -                              | -                              | 7     | 1     | 0     |
| 2021-2022             | CS Constantine        | Ligue 1               | 13          | 1           | 1           | -                     | -                     | -                     | -                              | -                              | -                              | -                              | 13    | 1     | 1     |
| 2022-2023             | CS Constantine        | Ligue 1               | 7           | 0           | 1           | -                     | -                     | -                     | -                              | -                              | -                              | -                              | 7     | 0     | 1     |
| 2023-2024             | CS Constantine        | Ligue 1               | 25          | 6           | 1           | 5                     | 0                     | 0                     | CAF                            | 2                              | 0                              | 0                              | 32    | 6     | 1     |
| 2024-2025             | CS Constantine        | Ligue 1               | 24          | 5           | 1           | 1                     | 0                     | 0                     | CAF2                           | 11                             | 3                              | 1                              | 36    | 8     | 2     |
| Sous-total            | Sous-total            | Sous-total            | 75          | 13          | 4           | 7                     | 0                     | 0                     | -                              | 13                             | 3                              | 1                              | 95    | 16    | 5     |
| 2025-2026             | Al-Masry SC           | Premier League        | 3           | 1           | 1           | -                     | -                     | -                     | CAF2                           | -                              | -                              | -                              | 3     | 1     | 1     |
| Total sur la carrière | Total sur la carrière | Total sur la carrière | 78          | 14          | 5           | 7                     | 0                     | 0                     | -                              | 13                             | 3                              | 1                              | 98    | 17    | 6     |

## Palmarès

### Palmarès en club
| CS Constantine                     |
| ---------------------------------- |
| - Ligue 1 : - Vice-champion : 2023 |